# Dragons dans la mythologie grecque

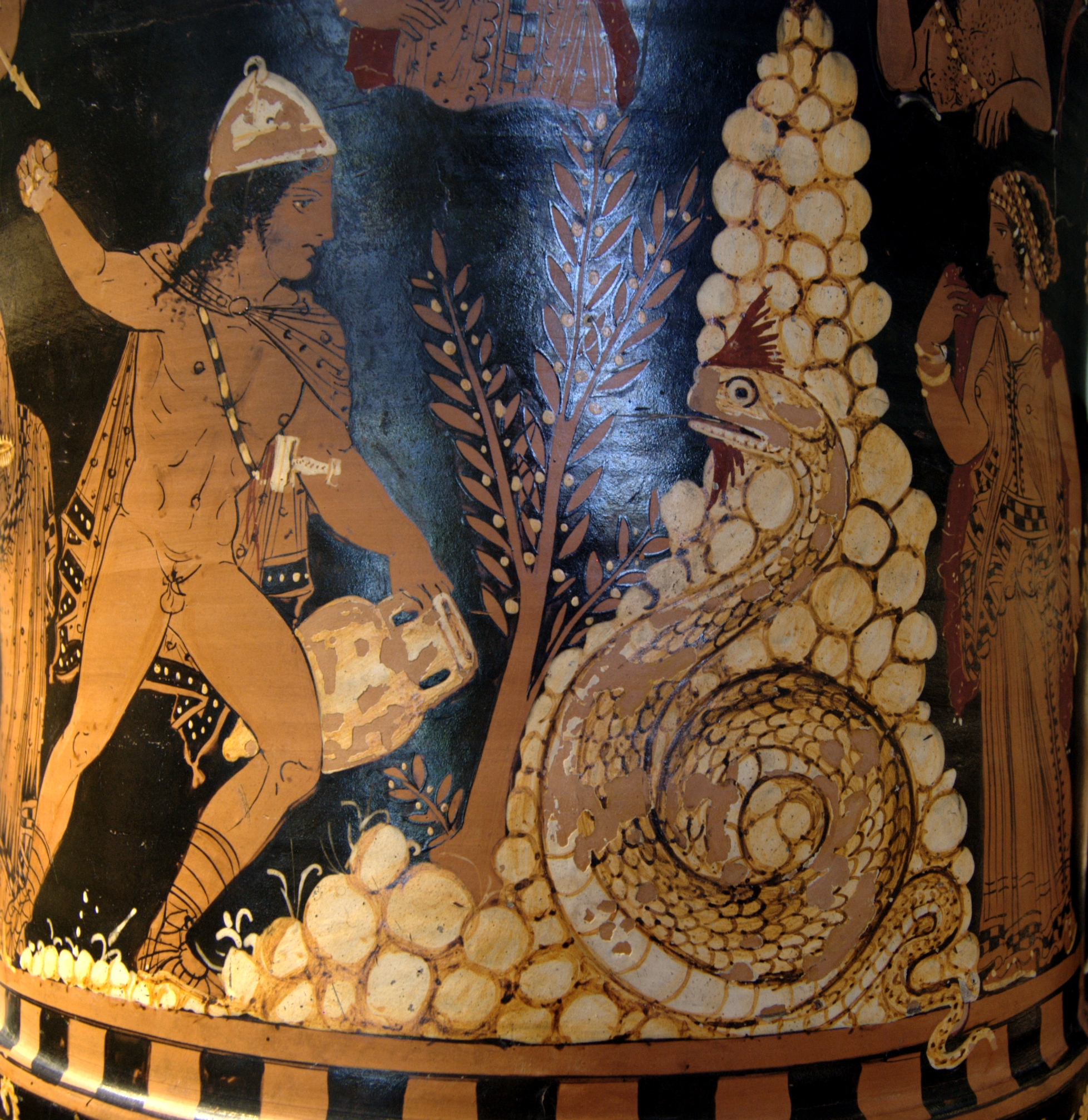
Cadmos et le dragon, détail d'un cratère à figures rouges, musée du Louvre

Dans la mythologie grecque, les dragons (en grec ancien δράκων / drákōn, du verbe δέρκομαι / dérkomai, « voir, percer du regard ») sont un groupe de créatures apparentées aux serpents. Certains auteurs parlent de « drakaina » (δράκαινα) pour désigner une femelle dragon, par exemple pour décrire Python dans les Hymnes homériques à Apollon. 

## Description
Ces créatures monstrueuses sont souvent, dans les mythes, consacrés par les dieux à la garde de trésors, de lieux sacrés. Le terme de drákōn désigne dans les textes grecs à la fois le serpent de grande taille et le gardien. Ce  double sens met donc en évidence le rôle de surveillance auquel sont assignés ces serpents mythiques.
À la différence des dragons médiévaux, auxquels ils ne sauraient être assimilés, ils n'ont pas d'ailes et ne sont aucunement capables de cracher du feu. 
Il convient de bien distinguer les drákontes de la mythologie gréco-latine des dragons tels qu'on les conçoit aujourd'hui. Les textes antiques désignent par dragon des serpents de grande taille qui, pour certains d'entre eux, possèdent des attributs fabuleux : un souffle empoisonné, un grand nombre de têtes par exemple. Ces créatures mythiques peuvent être également désignées dans les textes antiques par le nom d'ὄφις / óphis, « le serpent » en grec. Ainsi dans la Théogonie d'Hésiode, Ladon est désigné par la périphrase δεινὸν ὄφιν, « le terrible serpent ».

## Les différents dragons

### Ladon
Ladon (en grec ancien Λάδων / Ládôn) était le dragon chargé par Héra de garder les pommes d'or du jardin des Hespérides. Il est généralement décrit comme un serpent géant quoique son apparence varie selon les auteurs; Ainsi, Apollodore lui donnent ainsi une centaine de têtes parlant de voix discordantes. Héraclès qui dans le cadre de ses travaux devait dérober les pommes d’or du jardin des Hespérides, le tua. On lui donne plusieurs parentés: il est fils de Kéto et de Phorcys selon Hésiode dans la Théogonie, ou de Typhon et d’Échidna selon Hygin, ou encore de Gaïa elle-même. Après sa mort, Ladon fut placé dans le ciel par Héra où il forme la constellation du Serpent.

### L’hydre de Lerne

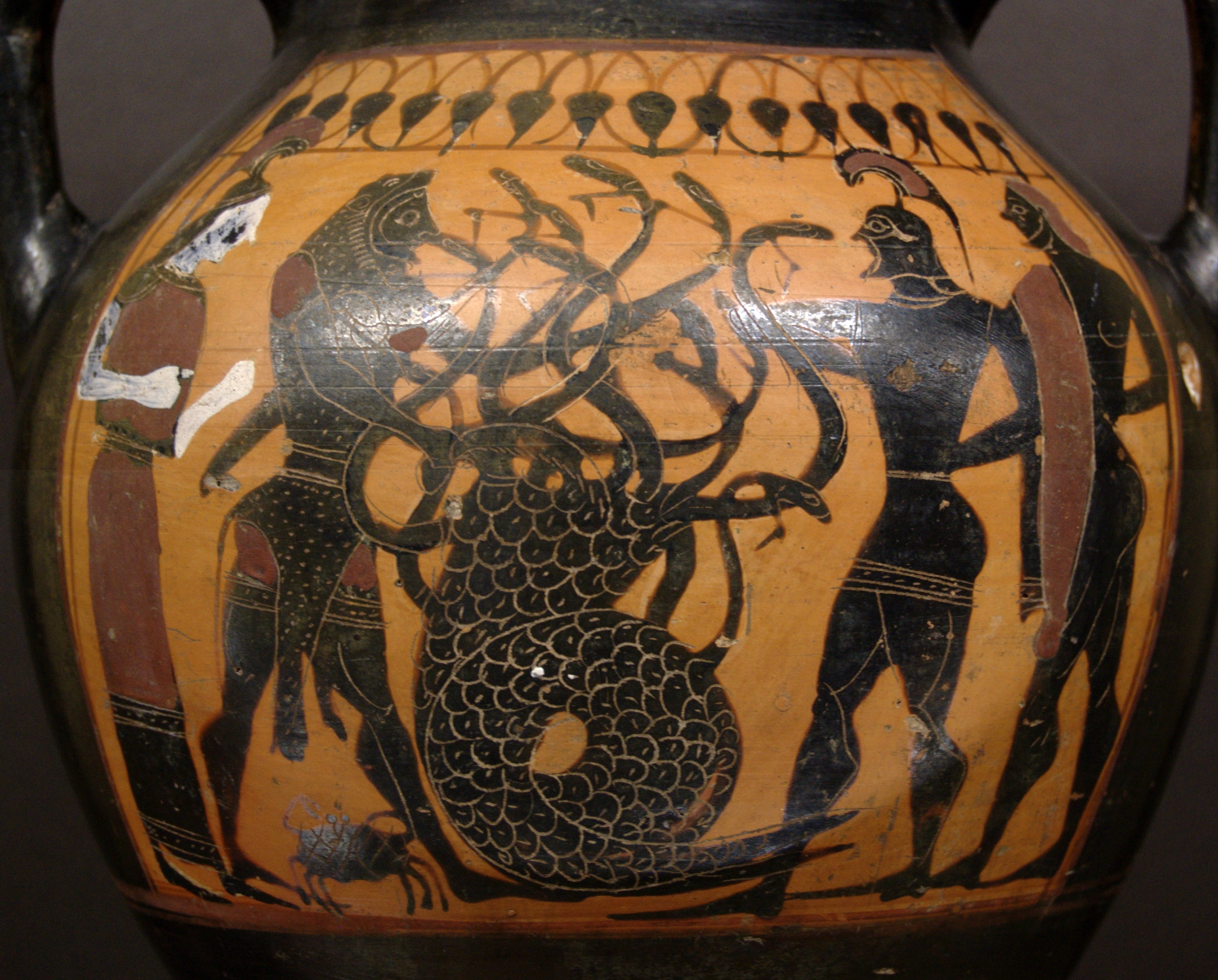
Héraclès et l'Hydre de Lerne, amphore attique à figures noires, v. 540-530 av. J.-C., musée du Louvre

L’hydre de Lerne (en Grec ancien :Λερναία Ὕδρα/ Lernaía hýdra), fille de Typhon et d’Échidna, était un dragon dont le souffle, le sang et les dents étaient empoisonnés. La plupart des sources donnent à l’animal cinq ou neuf têtes mais certains auteurs comme Diodore de Sicile, ou Ovide vont jusqu'à lui en donner cent. Lorsqu’on lui coupait une tête, une ou deux autres, selon les auteurs, repoussait à sa place. Elle vivait dans un marais aux environs de Lerne en Argolide et terrorisait les habitants des environs jusqu’à ce qu’Héraclès aidé de son neveu Iolaos ne parvienne à la tuer.

### Python
Dans la mythologie, Python (du grec ancien Πύθων/ Pýthôn) était un dragon qui vivait à Delphes où il gardait un oracle consacré à sa mère Gaïa. Il est toujours représenté sur les vases antiques comme un serpent monstrueux. Cette créature chthonienne, fut l’ennemi d’Apollon qui le tua et bâtit à l'emplacement de l'oracle le fameux sanctuaire de Delphes.

### Le dragon de Colchide
Cet énorme serpent, fils de Typhon et de Gaïa pour Apollonios de Rhodes ou de Typhon et d'Échidna, selon Hygin, gardait la toison d’or en Colchide. Il ne dormait jamais et demeurait toujours les yeux ouverts. Ovide dans les Métamorphoses, parle d'un « Pervigilem (...) draconem qui crista linguisque tribus praesignis et uncis dentibus horrendus custos erat arboris aureae. »: d'un dragon toujours éveillé, impressionnant avec sa crête, ses trois langues et ses dents en forme de crocs, gardien redoutable de l'arbre aux reflets d'or.
Il fut endormi par la sorcière Médée qui jeta dans ses yeux des drogues magiques, afin de permettre à Jason de s'emparer de la toison.

### Le dragon de Thèbes

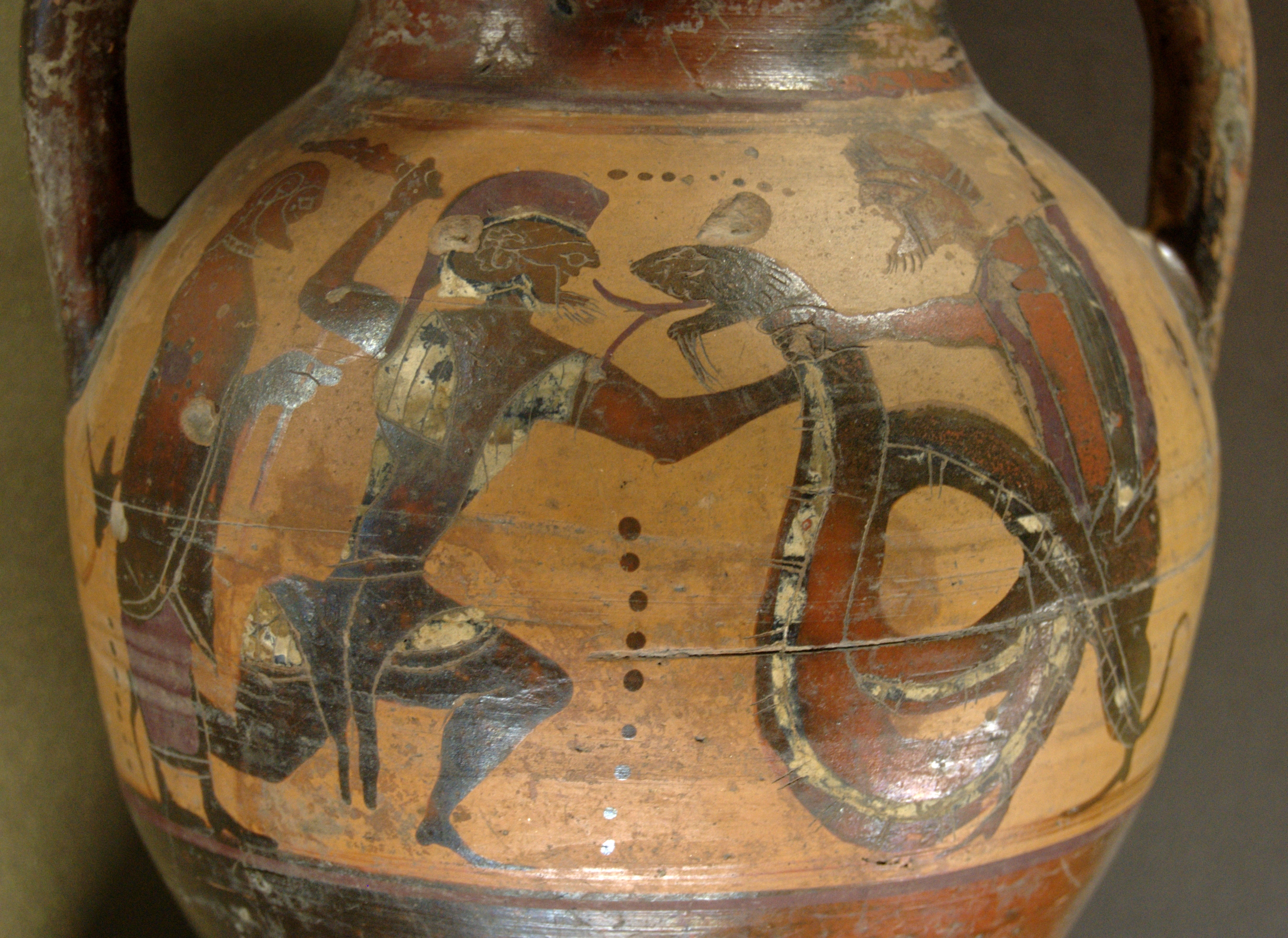
Cadmos et le dragon. Amphore à figures noires d'Eubée, v. 560-550 av. J.-C.. Musée du Louvre (E 707).

Le dragon de Thèbes aussi appelé dragon de la source d’Arès, dragon d’Aonie ou encore dragon d’Ismène, apparait dans le mythe de la fondation de Thèbes. Selon Pausanias, le dragon était le gardien établi par Arès pour surveiller sa fontaine, non loin du temple d’ Apollon Ismenios, proche du site de la ville de Thèbes et tuait toute personne s’approchant de la source. Cadmos, le héros fondateur de Thèbes, le tua en écrasant sa tête avec une pierre et suivant les conseils d’Athéna, planta les dents du monstre dans la terre. Des soldats tout armés en sortirent et formèrent les premiers Thébains.
Le dragon de Thèbes est aussi mentionné dans les Argonautiques d'Apollonios de Rhodes. Ce sont ses dents, don de la déesse Athéna, que le roi de Colchide Aiétès ordonna à Jason de planter, dans le but de l’éprouver. Comme pour Cadmos à Thèbes, il sortit de la  terre semée des dents du monstre une armée de soldats.
Dans ses Métamorphoses, Ovide parle d'un « Martius anguis erat, cristis praesignis et auro (...) igne micant oculi, corpus tumet omne uenenis, tresque uibrant linguae, triplici stant ordine dentes. », un serpent né de Mars, aux yeux flamboyants, au corps rempli de venin, à trois langues et trois rangées de dents puis d'un « caeruleus serpens », un serpent couleur azur et finalement des « uipereos dentes », les dents du serpent.